# How to Kill Your Neighbor's Dog
How to Kill Your Neighbor's Dog è un film statunitense del 2002 diretto da Michael Kalesniko.